# Denis Parsons Burkitt
Denis Parsons Burkitt (ur. 28 lutego 1911 w Enniskillen, zm. 23 marca 1993 w Gloucester) – brytyjski chirurg.
W czasie II wojny światowej rozpoczął pracę w Afryce gdzie kontynuował pracę aż do roku 1964. Znany jest z opisania po raz pierwszy chłoniaka nieziarniczego wywodzącego się z limfocytów B i występującego u dzieci i młodzieży w Afryce Równikowej. Chłoniak ten jest obecnie znany jako chłoniak Burkitta.
Na podstawie własnych obserwacji wysunął hipotezę, że zwiększona ilość błonnika w diecie Afrykańczyków jest odpowiedzialna za ich mniejszą zapadalność na raka jelita grubego. Książka z 1979 roku w której opisał on swoje poglądy na to zagadnienie pt. Don't Forget Fibre in your Diet stała się światowym bestsellerem. Hipoteza ta nie znalazła potwierdzenia w świetle współczesnej wiedzy medycznej.